# Toronto Sun Building

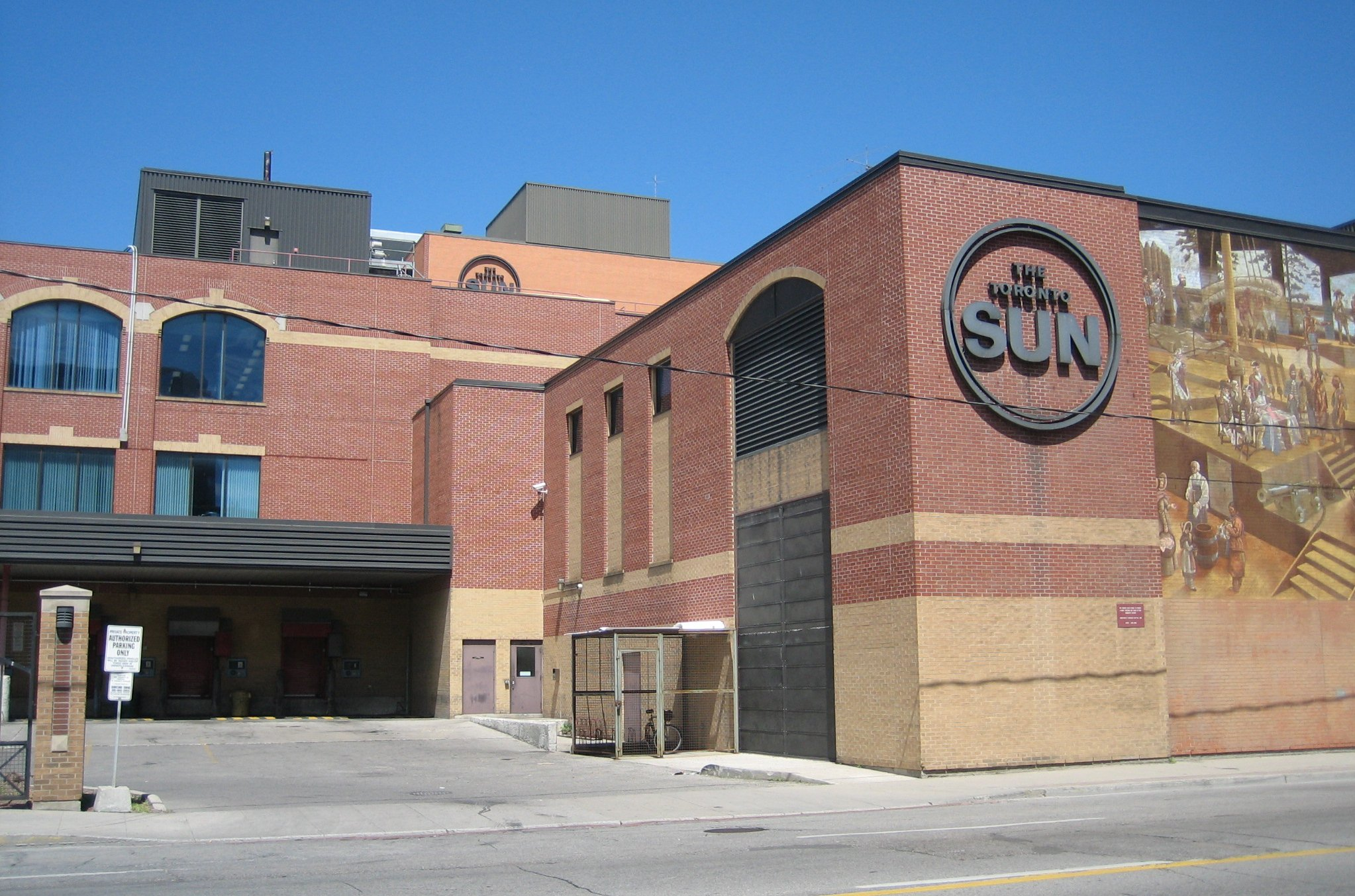
Imagem do prédio Toronto Sun Building, sede do jornal Toronto Sun.

O Toronto Sun Building é a sede do jornal Toronto Sun, localizado na King Street nº 333 em Toronto, Canadá. Entre os anos 1805 a 1846 o local funcionava o hotel York Hotel.